# Parvicellula producta
Parvicellula producta är en tvåvingeart som beskrevs av Freeman 1951. Parvicellula producta ingår i släktet Parvicellula och familjen svampmyggor. Inga underarter finns listade i Catalogue of Life.